# 에스티메이트
에스티메이트(ESTIMATE, LLC)는 음반 및 음원 기획과 제작을 전문으로 하는 대한민국 회사로, 사명인 ESTIMATE는 창립자 박진배의 활동명  'ESTi'와 친구라는 뜻의 'MATE'를 합친 단어이다. 
2016년부터 신작 게임 데스티니 차일드의 OST 런칭 마케팅을 총괄하여 메인 테마 음악, 옥외 광고 영상 및 TVCM 제작, 일본 라이브 공연 기획 등 부대 행사를 진행했다. 이후 엑소스 히어로즈, 마비노기 모바일, 마블 배틀라인 등 다양한 타이틀을 담당하며, 주제가, 사운드트랙 및 홍보 영상(Promotional Video)의 기획과 제작을 주력 사업으로 서비스 중이다. 그 외에도 성우녹음 전문 디렉팅과 가수 매니지먼트, 그리고 자체 음반 프로듀싱 등을 추진하며 사업 분야를 넓혀가고 있다. 